# Asbjørn Halvorsen
Asbjørn Halvorsen (Sarpsborg, 3 de desembre de 1898 - Narvik, 16 de gener de 1955) fou un futbolista noruec de la dècada de 1920 i entrenador.
Pel que fa a clubs, fou jugador del Sarpsborg FK i del Hamburger SV alemany. Disputà 19 partits amb la selecció de futbol de Noruega, amb la qual participà en els Jocs Olímpics de 1920. Més tard, com a entrenador, dirigí la selecció noruega, amb la qual guanyà la medalla de bronze als Jocs Olímpics de 1936 i participà en el Mundial de 1938.